# Anders Johan Lexell

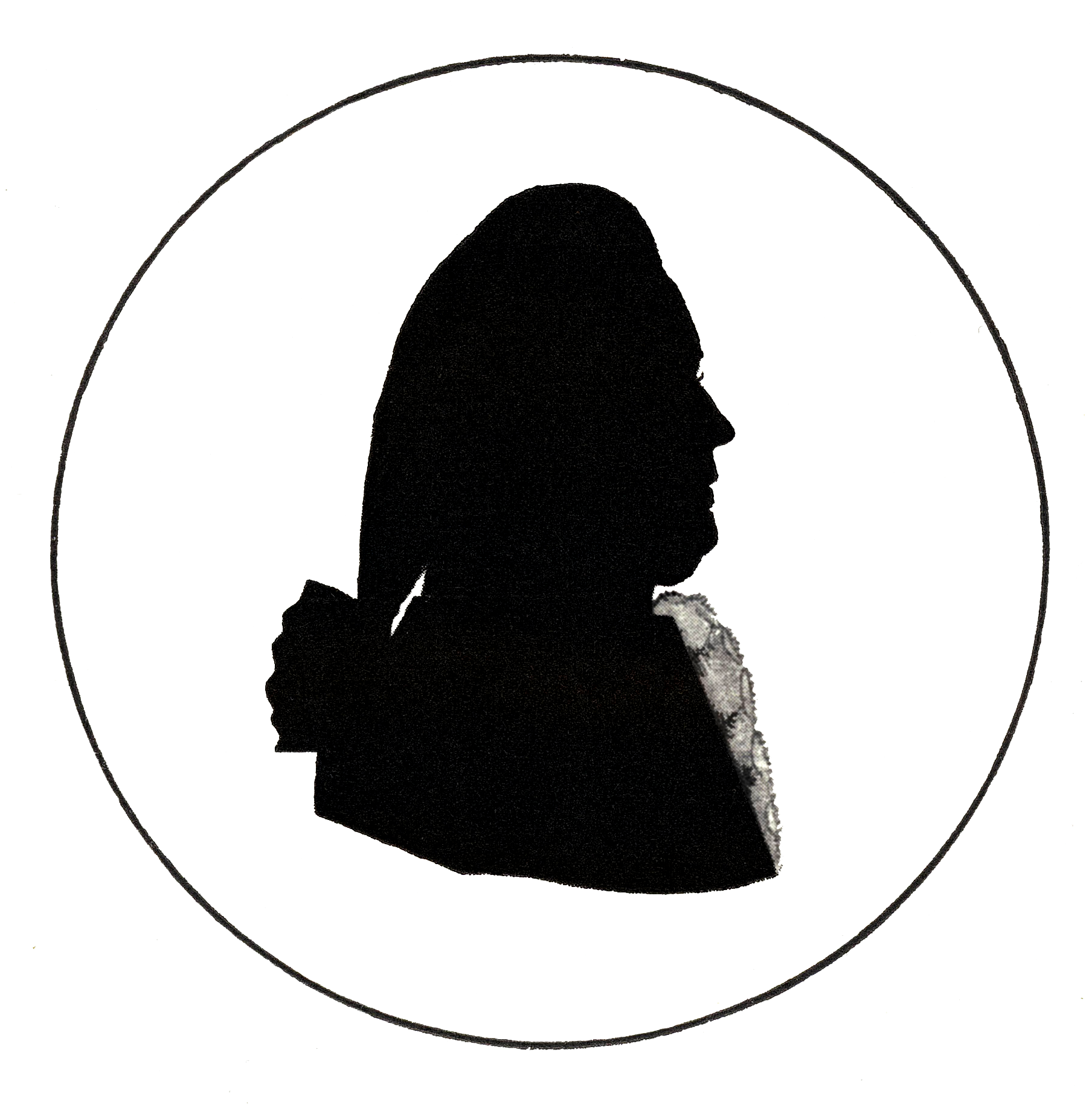
Silueta lui Anders Johan Lexell.

Anders Johan Lexell (24 decembrie 1740 – 11 decembrie 1784) a fost un astronom și matematician suedezo- (finlandezo)-rus. În Rusia, el este cunoscut sub numele de Andrei Ivanovici Leksel (Андрей Иванович Лексель). Numele său este ortografiat uneori Anders Johann Lexell sau încă Johann Anders Lexell.

## Biografie

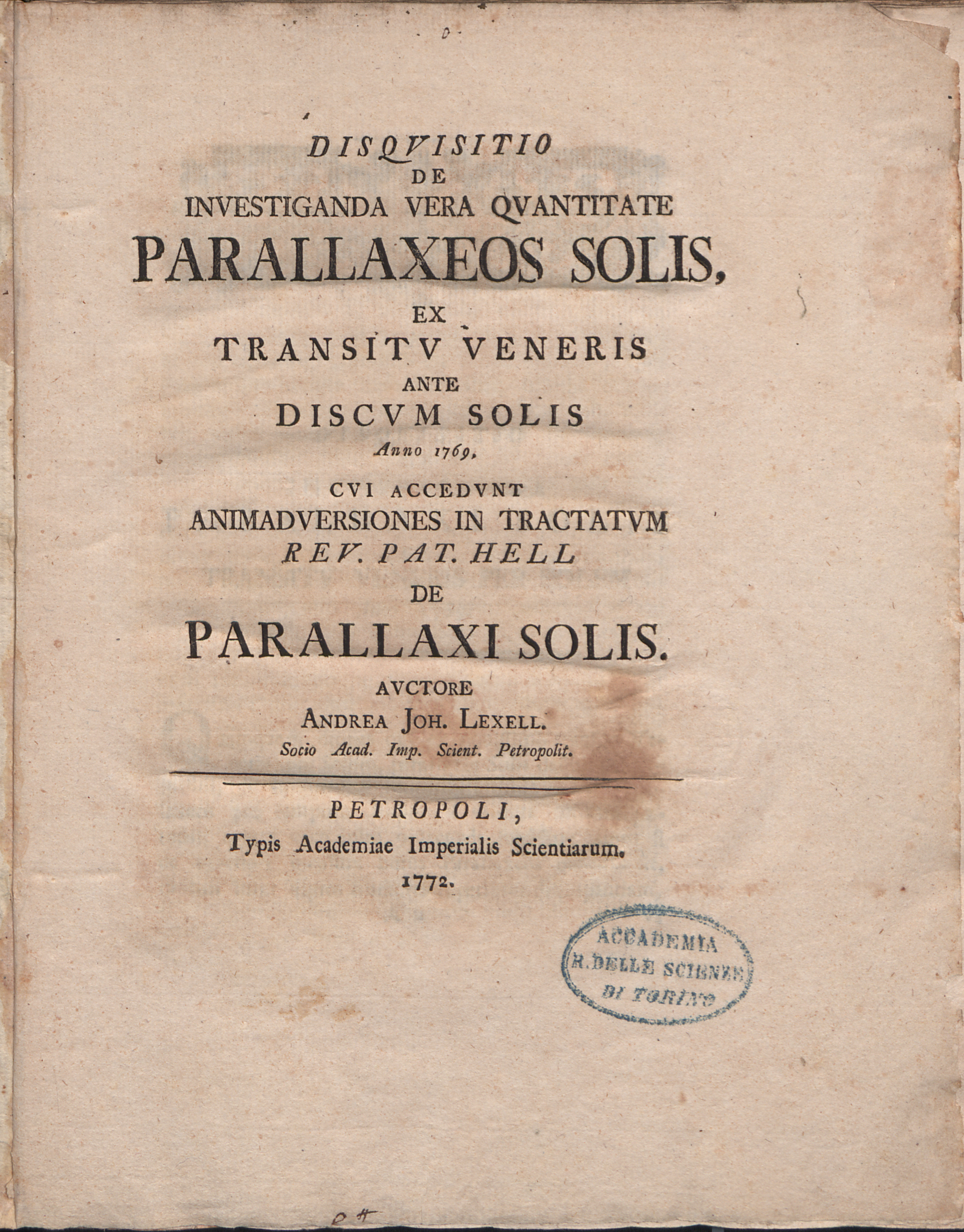
Disquisitio de investiganda vera quantitate

A emigrat în Rusia și a devenit prietenul lui Euler și al elevului său, Nicolas Fuss, cu care a colaborat la studierea triunghiurilor sferice. I se datorează studiul mișcării cometelor și îndeosebi calculul orbitei cometei D/1770 L1 (Lexell), care a fost, ca urmare, denumită în onoarea sa, deși fusese descoperită de Charles Messier. Această cometă a fost cea care a trecut cel mai aproape de Pământ în întreaga istorie cunoscută a cometelor (deși unii asteroizi au trecut mai aproape) făcând din ea primul obiect din apropierea Pământului recenzat; distanța exactă nu este cunoscută, însă a fost estimată de ordinul a 3 milioane de kilometri. Lexell a arătat că obiectul cosmic respectiv a avut un periheliu larg până când l-a întâlnit pe Jupiter în 1767. Lexell a prezis că, după o întâlnire mai apropiată (2 revoluții mai târziu), în 1779, cometa va fi expulzată din Sistemul Solar interior.
Lexell a fost primul care a calculat orbita lui Uranus după descoperirea sa și a realizat după orbita acestuia că era vorba, mai degrabă, de o planetă decât de o cometă. Mai mult, a găsit că Uranus era perturbat și a dedus existența unei alte planete (eventual Neptun), deși poziția acestuia nu fusese calculată până la Urbain Le Verrier. În sfârșit, i se datorează o teoremă relativă la liniile trigonometrice în triunghiurile sferice, prelungindu-le pe cele ale lui François Viète și care dă locul geometric al vârfurilor triunghiurilor sferice având aceeași arie și aceeași bază.
Asteroidul 2004 Lexell, descoperit de N.S. Cernîh, la 22 septembrie 1973, a fost denumit în onoarea sa.